# Thành nhà Mạc (Phục Hòa)
Thành cổ cao bằng  hay thường gọi là thành nhà Mạc, là một di tích lịch sử văn hóa nằm ở huyện Quảng Hòa, tỉnh Cao Bằng, Việt Nam.

## Lịch sử
Thành Phục Hòa được xây dựng vào năm 864, tức niên hiệu Hàm Thông thứ 5 thời Đường Hy Tông. Thành do Chiêu thảo sứ Cao Biền chỉ đạo xây dựng, khi đó được đắp bằng đất.
Năm 1594, để phục vụ cho cuộc chiến lâu dài chống lại triều đình nhà Lê, vua Mạc Kính Cung nhà Mạc đã cho xây lại thành bằng gạch trên nền đất. Thành Phục Hòa là một trong những thành đồn thuộc hệ thống phòng thủ Cao Bằng của triều đình lưu vong nhà Mạc.
Theo tư liệu địa phương của tỉnh Cao Bằng, vào năm 1677, khi bị quân nhà Lê do Đinh Văn Tả chỉ huy đánh bại, Mạc Kính Vũ đã rút về thành Phục Hòa, coi đây là cứ điểm cuối cùng. Tương truyền, Đinh Văn Tả đã dùng kế sách đánh vào tâm lý để khiến quân Mạc trong thành đầu hàng, Mạc Kính Vũ chạy sang nhà Thanh, chấm dứt sự hiện diện của tàn dư nhà Mạc ở Đại Việt.
Từ đó, khu vực huyện Quảng Hòa ngày nay xuất hiện những cái tên Phục Hòa, Quy Thuận, Hòa Thuận,... để đánh dấu cho chiến công của quân đội nhà Lê.

## Kiến trúc
Thành được xây theo hình vuông, với bốn bức tường khép kín và một bức tường ngoài. Tường thành được xây bằng gạch vồ, dưới chân có kê đá tảng.
Dấu tích tường thành chỉ còn một đoạn thành dài 18m được xác định là kiến trúc gạch thời Mạc, nằm ở phía sau trụ sở Ủy ban nhân dân thị trấn Hòa Thuận.
Một số vết tích của thành đất trước thời Mạc có thể tìm được dọc bờ sông Bằng đoạn chảy qua Tà Lùng.
Chân núi 275 nơi có Quốc lộ 3 chạy qua có di tích Vườn Đạn, là nơi phát hiện nhiều hòn đá nghi là đạn pháo.

## Bảo tồn
Nội thành có đền thờ Vua Lê thờ Lê Thái Tổ. Tương truyền, sau khi đánh đuổi nhà Mạc, dân chúng trong vùng đã tổ chức xây đền thờ để tưởng nhớ công lao của các vua nhà Lê. Năm 2006, đền Vua Lê được trùng tu với nguồn quyên góp của người dân.
Hàng năm, người dân Tà Lùng (Phục Hòa) tổ chức lễ hội Háng Sléng ở đền Vua Lê.